# Saas-Almagell
Saas-Almagell (toponimo tedesco; fino al 2006 Saas Almagell) è un comune svizzero di 386 abitanti del Canton Vallese, nel distretto di Visp.

## Geografia fisica

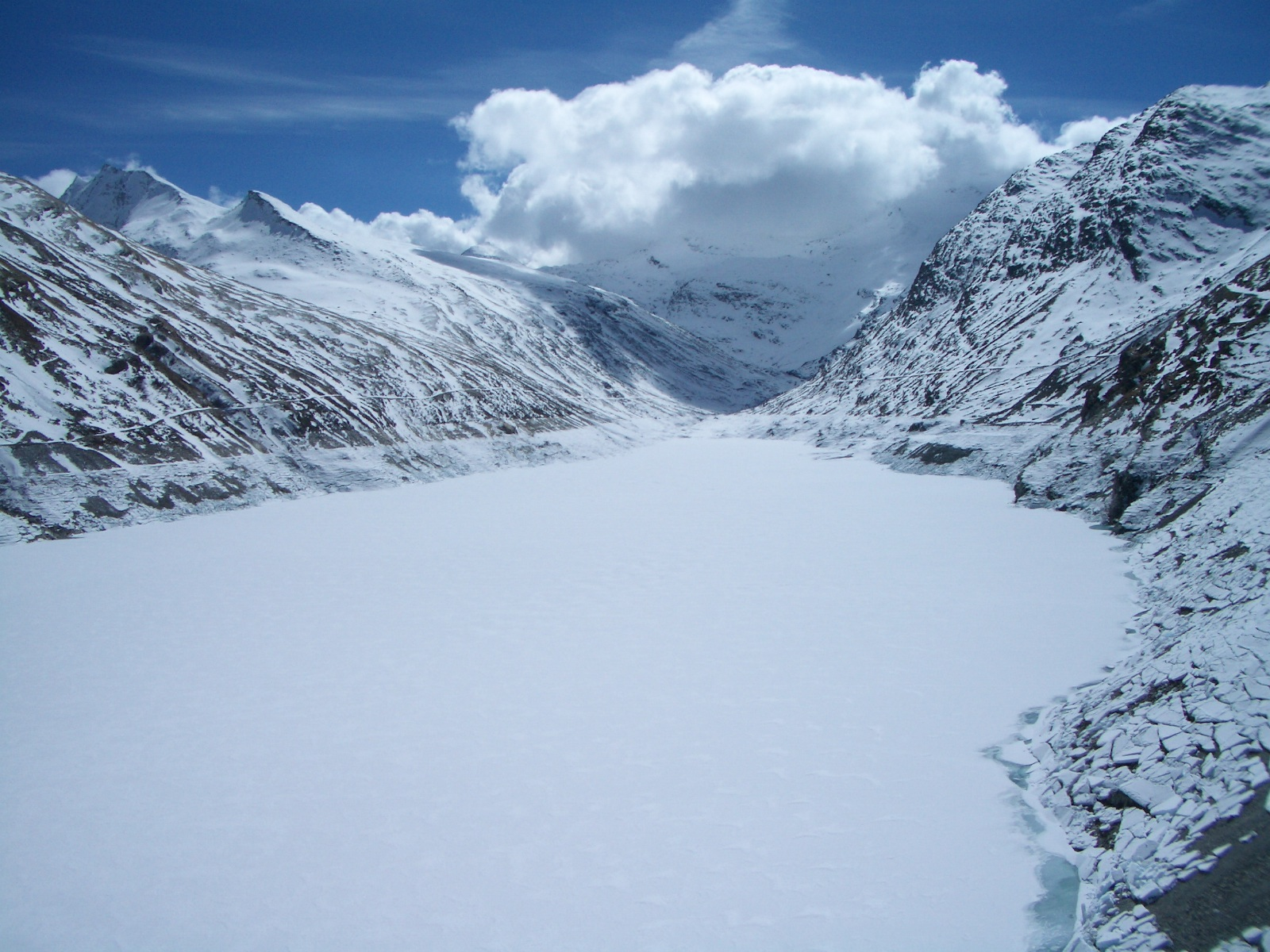
Il lago Mattmark

Saas-Almagell si trova nella valle Saastal; a monte dell'abitato si trova il grande lago Mattmark, formato dall'omonima diga.

## Monumenti e luoghi d'interesse
- Chiesa parrocchiale cattolica di Santa Barbara, eretta nel 1494 e ricostruita nel 1938-1939[2].

## Società

### Evoluzione demografica
L'evoluzione demografica è riportata nella seguente tabella:
Abitanti censiti

## Economia

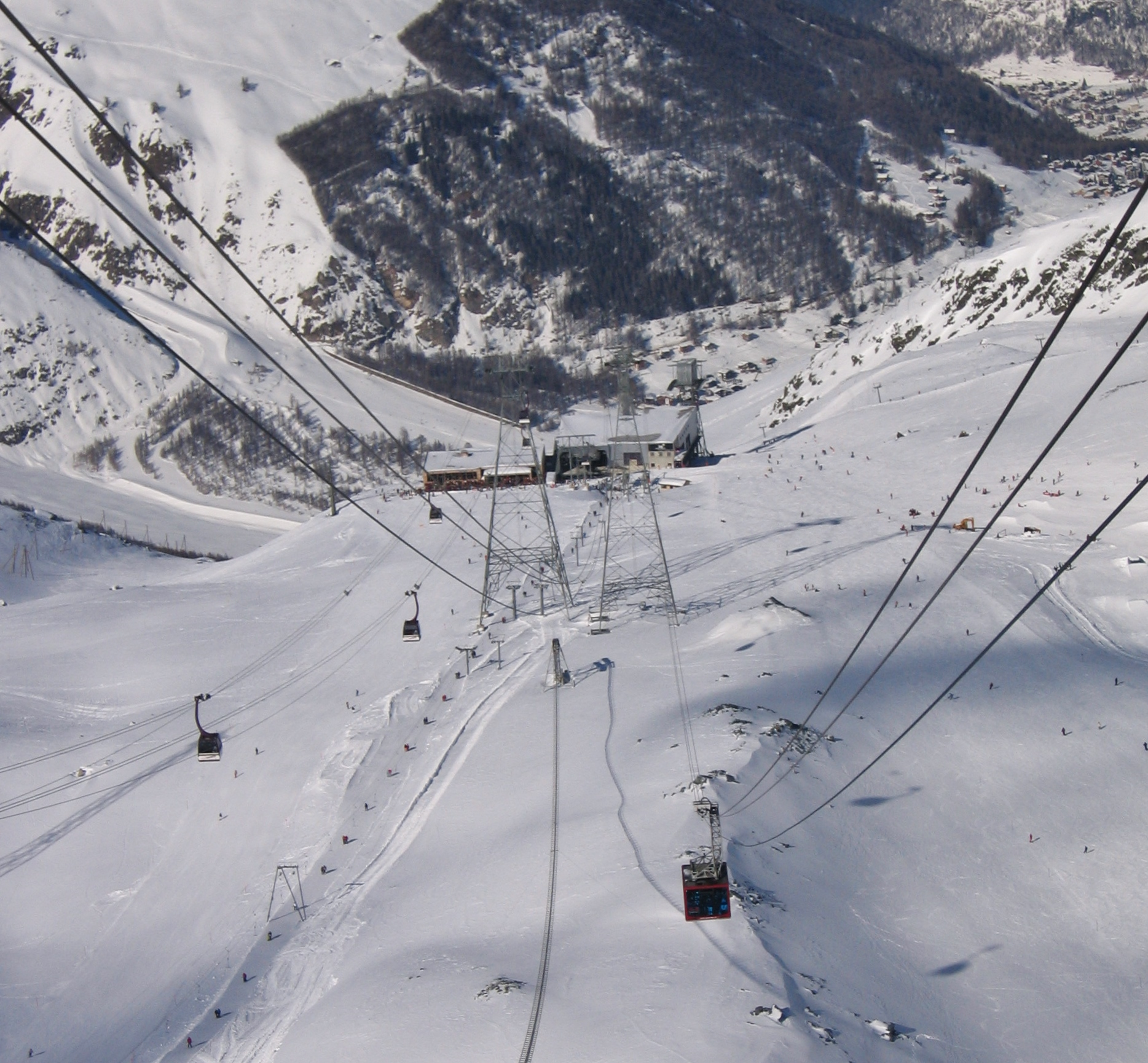
Impianti di risalita sull'Allalinhorn

Saas-Almagell è una località di villeggiatura e una stazione sciistica sviluppatasi a partire dagli anni 1960.

## Amministrazione
Ogni famiglia originaria del luogo fa parte del cosiddetto comune patriziale e ha la responsabilità della manutenzione di ogni bene ricadente all'interno dei confini del comune.